# 이해인 (피겨스케이팅 선수)
이해인(李海仁, 2005년 4월 16일~)은 대한민국의 피겨스케이팅 선수이다. 2018년에 대한민국 주니어 국가대표가 되었고, 2021년부터 대한민국 국가대표 선수로 활동했으며, 세계 선수권 대회에서 준우승 1회, 4대륙 선수권 대회에서 우승 1회, 준우승 1회를 차지했다.

## 경력

### 노비스 및 주니어 경력

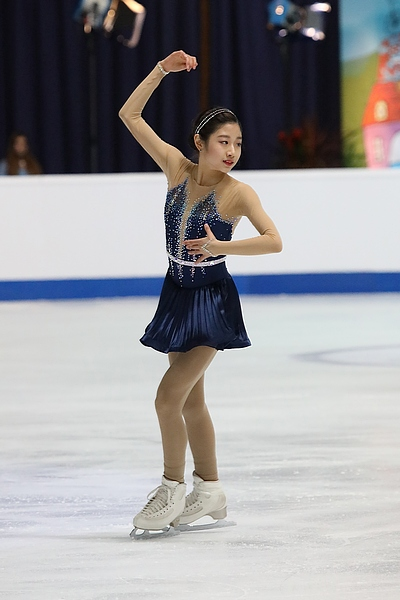
2019년 세계 주니어 선수권 대회 당시의 이해인

대전광역시 태생이다. 양진초등학교와 한강중학교을 졸업하고 현재 세화여자고등학교에 재학 중이다. 2013년에 피겨스케이팅을 시작했으며, 2017년에 노비스 국가대표로 발탁되어 2017년 아시안 트로피 베이직 노비스 A그룹에서 1위에 올랐다.
2018년에 주니어 국가대표로 발탁되었고, 8월에 태국 방콕에서 열린 2018년 아시안 트로피 주니어 부문에서 미국의 게이브리엘라 이조와 대표팀 동료인 위서영을 누르고 우승을 차지했다. 이후 8월 말에 오스트리아 린츠에서 열린 2차 주니어 그랑프리를 통해 처음으로 주니어 그랑프리에 참가했으며, 러시아의 알료나 코스토르나야, 알료나 카니셰바, 일본의 요시오카 시이카의 뒤를 이어 4위에 올랐다. 같은 해 10월에 슬로베니아 류블랴나에서 열린 6차 주니어 그랑프리에서 러시아의 아나스타시야 타라카노바와 안나 타루시나의 뒤를 이어 동메달을 획득했다. 이 대회를 통해 이해인은 만 13세 168일의 나이로 대한민국 최연소 주니어 그랑프리 메달리스트가 되었고, 김연아와 임은수의 뒤를 이어 주니어 첫 시즌에 주니어 그랑프리 메달을 획득한 역대 3번째 대한민국 선수가 되었다.
2019년 2월에는 러시아 유즈노사할린스크에서 열린 2019년 동계 유소년 아시안 게임에 참가하여 5위에 올랐으며, 같은 해 3월에는 크로아티아 자그레브에서 열린 2019년 세계 주니어 선수권 대회에서 8위에 올랐다. 9월에는 라트비아 리가에서 열린 3차 주니어 그랑프리에서 러시아의 다리야 우사초바와 일본의 마쓰이케 리노를 누르고 금메달을 차지했다. 이후 9월 말에 자그레브에서 열린 6차 주니어 그랑프리에서도 러시아의 우사초바와 안나 프롤로바를 누르고 1위에 오르며 김연아 이후 14년 만에 연속 우승으로 그랑프리 파이널에 진출하게 되었다. 12월에 이탈리아 토리노에서 열린 주니어 그랑프리 파이널에서는 총점 194.38점으로 5위에 올랐다. 이듬해인 2020년 3월에는 에스토니아 탈린에서 열린 2020년 세계 주니어 선수권 대회에 참가하여 쇼트 프로그램에서 70.08점을 받으며 쇼트 부문 2위에 오르며 메달 획득 가능성을 보였으며, 프리 스케이팅에서는 넘어지는 실수를 하는 등 6위를 기록했고 최종 순위 5위에 올랐다.

### 시니어 경력
탈린 세계 주니어 선수권 이후 코로나 범유행으로 인해 대한민국 국가대표팀 선수들이 국제 대회 참가 기회가 줄어들자 국내 대회 위주로 활동했으며, 이듬해인 2021년 2월 대한민국 선수권 대회에서 3위에 오르며 국가대표로 발탁되었다. 같은 해 3월 스웨덴 스톡홀름에서 열린 2021년 세계 선수권 대회를 통해 시니어 국제 대회에 처음으로 출전했으며, 총점 193.44점을 획득하며 최종 10위에 올랐다. 같은 해 10월에 캐나다 밴쿠버에서 열린 2차 그랑프리 대회인 2021년 스케이트 캐나다에 참가하면서 처음으로 시니어 그랑프리에 출전했다. 이 대회에서 7위로 대회를 마쳤으며, 6차 그랑프리 대회인 프랑스 그르노블에서 열린 2021년 앵테르나시오노 드 프랑스에서는 10위에 올랐다.
이듬해인 2022년 1월 탈린에서 열린 2022년 4대륙 선수권 대회에서 총점 213.52점으로 일본의 미하라 마이의 뒤를 이어 은메달을 획득했다. 동메달도 대표팀 동료인 김예림이 획득하면서 대한민국 피겨 역사상 처음으로 메이저 국제 대회에서 대한민국 선수 2명이 시상대에 오르는 광경을 연출했다. 같은 해 3월에는 프랑스 몽펠리에에서 열린 2022년 세계 선수권 대회에 참가하여 196.55점을 기록하며 7위에 올랐다.
같은 해 9월에는 슬로바키아의 브라티슬라바에서 열린 2022년 온드레이 네펠라 메모리얼에 참가하여 미국의 이저보 레비토와 이탈리아의 라라 나키 구트만의 뒤를 이어 동메달을 획득했으며, 10월에는 핀란드 에스포에서 열린 2022년 핀란디아 트로피에서 대표팀 동료인 김예림과 김채연, 조지아의 아나스타시아 구바노바의 뒤를 이어 4위에 올랐으며, 미국 노우드에서 열린 2022–23년 그랑프리 1차 대회인 2022년 스케이트 아메리카에서 일본의 사카모토 가오리, 미국의 레비토와 엠버 글렌의 뒤를 이어 4위 에 올랐다. 11월에는 프랑스 앙제에서 열린 2022년 그랑프리 드 프랑스에 참가했으며, 스케이트 아메리카처럼 벨기에의 루나 헨드릭스, 대표팀 동료인 김예림, 일본의 스미요시 리온의 뒤를 이어 4위에 올랐다.
2023년 2월에는 미국 콜로라도스프링스에서 열린 2023년 4대륙 선수권 대회에서 총점 210.84점을 획득하며 대표팀 동료인 김예림과 일본의 지바 모네를 누르고 금메달을 획득하면서 김연아 이후로 14년 만에 대한민국 국적 선수로는 4대륙 선수권 대회 우승자가 되었다. 같은 해 3월에는 일본 사이타마에서 열린 2023년 세계 선수권 대회에서 220.94점의 기록으로 일본의 사카모토의 뒤를 이어 은메달을 획득하면서 김연아 이후로 세계 선수권 대회에서 메달을 획득한 두 번째 대한민국 선수가 되었다. 같은 해 4월에는 일본 도쿄에서 열린 2023년 월드 팀 트로피에 여자 싱글 대표 선수로 참가하였으며, 쇼트 프로그램에서 76.90점을 획득하며 1위에 올랐고 프리 스케이팅에서 148.57점을 받으며 종합 225.47점으로 일본의 사카모토와 미국의 레비토를 누르며 1위에 올랐다. 대한민국팀은 대회 월드 팀 트로피 첫 출전에 준우승이라는 성과를 냈다.

## 대회 기록

### 주요 대회 기록

#### 국제대회 시니어
| 대회/시즌                         | 2020–21 | 2021–22 |
| --------------------------------- | ------- | ------- |
| 세계 선수권 대회                  | 10      |         |
| 4대륙 선수권 대회                 |         | 2       |
| 그랑프리 앵테르나시오노 드 프랑스 |         | 10      |
| 스케이트 캐나다                   |         | 7       |